# Leopoldsteiner See
Leopoldsteiner See är en sjö i Österrike.   Den ligger i förbundslandet Steiermark, i den östra delen av landet, 130 km sydväst om huvudstaden Wien. Leopoldsteiner See ligger 756 meter över havet.
I omgivningarna runt Leopoldsteiner See växer i huvudsak blandskog. Runt Leopoldsteiner See är det ganska tätbefolkat, med 60 invånare per kvadratkilometer.